# Glasehausen
Glasehausen est une commune allemande située dans l'arrondissement d'Eichsfeld en Thuringe.

## Géographie

Situation de Glasehausen (en rouge) dans l'arrondissement

Glasehausen est située dans le nord de l'arrondissement, à la limite avec l'arrondissement de Göttingen (Basse-Saxe). La ville fait partie de la Communauté d'administration de la Leine et se trouve à 8 km au nord de Heilbad Heiligenstadt, le chef-lieu de l'arrondissement.

## Histoire
La première mention écrite du village de Glasehausen date du début du XIVe siècle où apparaît un Johannes de Glasehusen.
Glasehausen a appartenu à l'Électorat de Mayence jusqu'en 1802 et à son incorporation à la province de Saxe dans le royaume de Prusse.
La commune fut incluse dans la zone d'occupation soviétique après la Seconde Guerre mondiale avant de rejoindre le district d'Erfurt en RDA jusqu'en 1990. Elle se trouvait sur le Rideau de fer.

## Démographie
| 1910 | 1933 | 1939 | 1997 | 2000 | 2004 | 2010 |
| ---- | ---- | ---- | ---- | ---- | ---- | ---- |
| 217  | 246  | 244  | 173  | 177  | 189  | 180  |